# Oechlitz
Oechlitz – dzielnica miasta Mücheln (Geiseltal) w Niemczech, w kraju związkowym Saksonia-Anhalt, w powiecie Saale.
Do 31 grudnia 2009 była to samodzielna gmina wchodząca w skład wspólnoty administracyjnej Oberes Geiseltal. Do 30 czerwca 2007 gmina należała do powiatu Merseburg-Querfurt.